# 자유민주인민당
자유민주인민당(네덜란드어: Volkspartij voor Vrijheid en Democratie, VVD)은 1948년에 설립된 네덜란드의 중도우파를 표방하는 정당이다.
민주66(네덜란드어: Democraten 66)과 달리 이 정당은 보수자유주의를 표방하는 정당으로, 제4차 발케넨더 내각 성립 이후 연립에서 빠지면서 네덜란드의 제2야당으로 올라섰다. 2010년 네덜란드 총선에서는 가장 높은 득표율을 기록했으며, 하원에서 150석 중 31석을 획득하였다. 과거에는 마르크 뤼터 내각에서 중도우파 정당인 기독교민주당 아펠과 연립 정부를 구성하고 있으며, 과반수를 확보하기 위해 사회자유주의 정당인 민주66의 지원도 받고 있다. 현재 네덜란드의 총리인 마르크 뤼터는 2006년 5월 31일부터 당대표가 되었다. 또한 이 정당은 자유주의 인터내셔널, 유럽 자유 민주 동맹에 소속되었다. 2017년 총선에서 기독교민주당 아펠을 큰폭으로 꺾고 우파진영의 대표주자가 되었다.

## 같이 보기
- 자유주의